# 平塚市立神明中学校
平塚市立神明中学校（ひらつかしりつ しんめいちゅうがっこう）は神奈川県平塚市四之宮1丁目にある公立中学校。

## 概要
前期（4月 - 10月）、後期（10月 - 3月）の2学期制である。

## 沿革
- 1977年（昭和52年） - 管理・普通教室・特別教室棟（校舎本館）、技術科棟建設[3]。
- 1978年（昭和53年）
  - 時期不明 - 体育館建設[3]。
  - 4月1日 - 開校[1][3]。
- 2021年（令和3年） - 同年度から翌年度にかけて、本館改修[3][1]。

## 部活動
運動系
軟式野球・男子バスケットボール・女子バスケットボール・女子バレーボール・陸上競技・卓球・女子ソフトボール・サッカー
文化系
囲碁・吹奏楽・美術・園芸科学・演劇
囲碁部の活動が活発で、全国大会に何度も出場している。
陸上部、ソフトボール部、サッカー部も県大会出場を果たしている。

。

## 交通
- 最寄駅：JR東海道線平塚駅

平塚駅より徒歩35分程度
神明中学校入口バス停より徒歩3分